# 马蒂厄·施瓦涅尔
馬蒂厄·施瓦涅爾（法語：Mathieu Choinière；1999年2月7日—）是一名加拿大足球員，在場上司職中場。

## 生平

### 俱樂部生涯
2018年7月，施瓦涅爾和蒙特利爾衝擊簽下一線隊合約 。

### 國家隊生涯
2022年11月，施瓦涅爾入選加拿大男足對巴林友誼賽的大名單，但並未上陣。2013年10月13日，施瓦涅爾在加拿大對日本的友誼賽的第61分鐘替換喬納森·奧索里奧上陣，完成大國家隊首秀。
2024年6月，施瓦涅爾入選加拿大男足出戰2024年美洲國家盃的大名單。7月9日，施瓦涅爾在對陣阿根廷的半決賽的第72分鐘替換斯蒂芬·歐斯塔基奧上場。7月13日，施瓦涅爾在對陣烏拉圭的季軍戰上首發登場，並在點球大戰中攻入一球

### 個人生活
馬蒂厄·施瓦涅爾的大哥大卫·施瓦涅尔也是職業足球員
。

## 註解和參考

### 註解
1. ↑  蒙特利爾衝擊於2021年改名為CF蒙特利爾。